# Erik Arbores
Erik Arbores, pseudoniem van Erik van den Boom (Rotterdam, 4 augustus 1997), is een Nederlandse producer.
Van den Boom sloeg een klas over op de basisschool en deed de eerste vier jaar van het gymnasium in één jaar. Op 13-jarige leeftijd haalde hij aan het Stedelijk Gymnasium Schiedam zijn eindexamen en won met zijn profielwerkstuk over kwantummechanica Entanglement and Bell's inequality de Wijnand Wijnenprijs 2011. De jonge leeftijd van de aankomend student zorgde voor enige media-aandacht. Hierin kwam tevens zijn hobby muziek componeren ter sprake. Tijdens een interview met Van den Boom en Robbert Dijkgraaf in De Wereld Draait Door werd Armin van Buuren gevraagd commentaar te geven op de muziek van Van den Boom. Van Buuren zei onder de indruk te zijn en bezorgde hem later een contract bij Armada Music. Zijn debuutsingle Bliss kwam uit in september 2011 net als de ep Take It.
Erik van den Boom draaide tijdens de labelnight van Armada Music tijdens het Amsterdam Dance Event in 2011. Hij was daarmee de jongste dj die zijn opwachting maakte tijdens deze internationale conferentie. In 2012 tekende hij een contract bij Universal. In datzelfde jaar begon hij een samenwerking met Esmée Denters voor de track Dance 4 life (now dance).
In 2014 bracht hij de plaat Galactic uit, dit nummer werd gebruikt voor achtbaan Xpress: Platform 13 in attractiepark Walibi Holland. In februari 2016 kwam zijn nieuwste nummer uit met DJ Fresh genaamd Elevator.

## Discografie

### Singles
| Single met eventuele hitnotering(en) in de Nederlandse Top 40 | Datum van verschijnen | Datum van binnenkomst | Hoogste positie | Aantal weken | Opmerkingen                 |
| ------------------------------------------------------------- | --------------------- | --------------------- | --------------- | ------------ | --------------------------- |
| Bliss                                                         | 10-10-2011            | -                     |                 |              | Nr. 20 in de Single Top 100 |
| Dance 4 life (Now dance)                                      | 18-11-2012            | 01-12-2012            | tip19           | -            | met Esmée Denters           |
| Get ready                                                     | 23-09-2013            | 02-11-2013            | tip12           | -            |                             |
| Galactic                                                      | 28-03-2014            | -                     |                 |              |                             |
| Hold On (Mmm Baby)                                            | 08-09-2014            | -                     |                 |              |                             |
| Elevator                                                      | 08-02-2016            | -                     |                 |              |                             |